# Saskhori
Saskhori è un villaggio della Georgia, parte della municipalità di Mtskheta, nella regione di Mtskheta-Mtianeti.